# Odobeşti
Odobești (rumænsk udtale: [odoˈbeʃtʲ]) er en by i distriktet Vrancea i Vestmoldavien, Rumænien. Byen har 9.423 (2021) indbyggere, og administrerer én landsby, Unirea.
Byen ligger i den centrale del af distriktet, ved foden af Østkarpaterne og på bredden af floden Milcov, 10 km nordvest for distriktets hovedsæde, Focșani.

## Historie
De ældste arkæologiske fund i regionen går tilbage til bondestenalderen. 1227 er der en bebyggelse ved navn Civitas de Mylco på det sted, hvor den nuværende by ligger, beboet af Kiptjakker (kumaner), som blev fuldstændig ødelagt i 1241 under Den Gyldne Hordes hærgen.
Derefter eksisterede der fra det 13. til det 16. århundrede en borg som et forsvar mod tyrkiske invasioner.
Det første dokumentariske vidnesbyrd om Odobești stammer fra 1626. Stedet lå i den sydlige del af Fyrstendømmet Moldova, direkte på grænsen til Fyrstendømmet Valakiet. Begge fyrstendømmer var i afhængighed af Det Osmanniske Rige. I 1788 fandt der kampe sted i Odobești under den Russisk-østrigske tyrkiske krig. Yderligere ødelæggelser fulgte i 1802 ved et jordskælv og i 1803 ved en større brand.
I 1861 fik Odobești status som by. Fra 1852 til 1868 blev der bygget en vej til Focșani. I 1895 blev jernbanelinjen til denne by taget i brug. Under 1. verdenskrig fandt der igen kampe sted i nærheden af Odobești..
Byens vigtigste industri er vindyrkning. Derudover er fødevareindustrien og møbelfremstilling vigtige.